# Ветчинкин, Григорий Петрович
Григорий Петрович Ветчинкин (1923—1997) — ефрейтор Рабоче-крестьянской Красной Армии, участник Великой Отечественной войны, Герой Советского Союза (1944).

## Биография
Григорий Ветчинкин родился 25 августа 1923 года в деревне Панфилово (ныне — Савинский район Ивановской области) в крестьянской семье. Окончил начальную школу, после чего работал трактористом на машинно-тракторной станции. В декабре 1941 года Ветчинкин был призван на службу в Рабоче-крестьянскую Красную Армию Савинским районным военным комиссариатом. Проходил службу в Читинской области, в 267-м корпусном артиллерийском полку получил специальность наводчика 76-миллиметрового орудия, затем стал командиром расчёта. В апреле 1942 года полк Ветчинкина убыл на Западный фронт. В Коломне полк был расформирован, после чего Ветчинкин стал наводчиком орудия 1330-го истребительного противотанкового полка. С июня 1943 года — на фронтах Великой Отечественной войны. Принимал участие в боях на Западном и Белорусском фронтах.
В августе 1943 года Ветчинкин участвовал в освобождении Ельни, в сентябре — Смоленска. За отличие в этих боях два раза был награждён медалью «За отвагу».
К ноябрю 1943 года ефрейтор Григорий Ветчинкин был наводчиком орудия 1330-го истребительного противотанкового артиллерийского полка 3-й отдельной истребительной противотанковой артиллерийской бригады 33-й армии Западного фронта. 17 ноября 1943 года в ходе отражения вражеской контратаки у деревни Козяны Дубровенского района Витебской области Белорусской ССР, оставшись один из своего расчёта, уничтожил около роты вражеских солдат и офицеров, предотвратив тем самым нападение противника с флангов. В бою был ранен. Из состава полка после ожесточённого сражения в живых осталось 17 человек.
Указом Президиума Верховного Совета СССР от 29 марта 1944 года за «образцовое выполнение заданий командования и проявленные мужество и героизм в боях с немецкими захватчиками» ефрейтор Григорий Ветчинкин был удостоен высокого звания Героя Советского Союза с вручением ордена Ленина за номером 20468) и медали «Золотая Звезда» за номером 4442.
После выписки из госпиталя Ветчинкин вернулся на фронт. В январе 1944 года он принимал участие в освобождении Мозыря и Калинковичей. В августе 1944 года под Перемышлем во время разрыва вражеской бомбы он получил контузию и тяжёлое ранение, в результате чего потерял руку. В течение более чем полугода он лечился в Буйнакске, а в апреле 1945 года он был демобилизован по инвалидности. Вернулся в Панфилово, два года был председателем колхоза. Позднее переехал в город Тейково, в течение 11 лет был заведующим производства в местном обществе слепых. С 1968 года Ветчинкин постоянно проживал в Приморском крае, в посёлке Степное Уссурийского района, работал в колхозе. В 1982 году он вышел на пенсию. Умер 13 июня 1997 года, похоронен на кладбище села Новоникольское того же района.
Был также награждён орденом Отечественной войны 1-й степени и рядом медалей.